# Comte de Kenmare
Le titre de comte de Kenmare (Earl of Kenmare) a été créé dans la pairie d'Irlande en 1801. Il s'est éteint à la mort du 7e comte en 1952.
Tous les comtes portaient les titres subsidiaires de vicomte Castlerosse (1801), vicomte Kenmare (1798) et baron Castlerosse (1798) dans la pairie d'Irlande. Le 2e comte a été créé baron Kenmare, de Castlerosse dans le comté de Kerry dans la pairie du Royaume-Uni en 1841, mais ce titre s'est éteint à sa mort. Son frère et successeur, le troisième comte, fut de nouveau créé baron Kenmare, de Castlerosse dans le comté de Kerry dans la pairie du Royaume-Uni en 1856, et ce titre survécut jusqu'à l'extinction du comté en 1952.

## Ligne Browne
- Sir Valentine Browne (en), chevalier (mort en 1589)
- Nicholas Browne (mort le 12 décembre 1606)

## Baronnets Browne de Molahiffe, comté de Kerry (1622)
- Valentine Browne, 1er baronnet (mort le 7 septembre 1633)
- Valentine Browne, 2e baronnet (mort le 25 avril 1640)
- Valentine Browne, 3e baronnet (1638–1694)

## Vicomtes Kenmare, Barons Castlerosse (1689)
Le troisième baronnet Browne fut créé d'abord vicomte Kenmare et baron Castlerosse (Irlande) le 20 mai 1689, par le roi Jacques II, après sa déposition par le Parlement anglais, mais alors qu'il possédait toujours ses droits de roi d'Irlande. À l'époque, James présidait l'éphémère Parlement patriote. La pairie est restée sur la liste des brevets irlandais dans une position constitutionnellement ambiguë, mais n'a pas été reconnue par l'establishment politique protestant. 
- Valentine Browne, 1er vicomte Kenmare , 3e baronnet (1638–1694), atteint 1691
- Nicholas Browne, 2e vicomte Kenmare , 4e baronnet (décédé en avril 1720)
- Valentine Browne, 3e vicomte Kenmare , 5e baronnet (mars 1695 - 30 juin 1736)
- Thomas Browne, 4e vicomte Kenmare , 6e baronnet (1726 - 9 septembre 1795)

## Comtes de Kenmare (1801)
Le septième baronnet Browne a été créé le premier baron Castlerosse et le premier vicomte Kenmare le 12 février 1798, les pairies antérieures n'étant pas reconnues. Il a été créé premier comte de Kenmare le 3 janvier 1801.
- Valentine Browne, 1er comte de Kenmare (janvier 1754-1812)
- Valentine Browne, 2e comte de Kenmare (1788–1853), fils du 1er comte, épousa Augusta Anne Wilmot, 2e fille de Sir Robert Wilmot, Bart.
- Thomas Browne, 3e comte de Kenmare (1789–1871), frère du 2e comte, a épousé Catherine O'Callaghan
- Valentine Augustus Browne, 4e comte de Kenmare (1825-1905), fils du 3e comte, épousa Gertrude-Harriet Thynne, fille unique de Lord Charles Thynne, fils du 2e marquis de Bath
- Valentine Charles Browne, 5e comte de Kenmare (1860-1941)
- Valentine Edward Charles Browne, 6e comte de Kenmare (1891-1943)
- Gerald Ralph Desmond Browne, 7e comte de Kenmare (1896–1952)

## Pour approfondir